# 4446-os mellékút (Magyarország)
A 4446-os számú mellékút egy bő 5,5 kilométer hosszú, négy számjegyű országos közút Békés vármegye és Csongrád-Csanád vármegye határvidékén; az Orosháza felől Fábiánsebestyén irányába, közel egyenes vonalban húzódó útvonal számozódik így, mely Gádorost elkerülve a 4407-es és 4642-es utakat köti össze. Mindössze a Békés-megyébe eső 1,7 kilométernyi szakasza szilárd burkolatú; a Csongrád-Csanád-megyébe eső szakasz többnyire nehezen járható földút. A történelmi "Göbölyhajtó út" – amely (Szeben)-Arad-Orosháza irányából tartott Szentes, majd tovább Pest és nyugat-Európa irányába – utolsó, eredeti állapotában fennmaradt szakasza. Szinte teljes egészében a történelmi Újváros-puszta területén fekszik.

## Nyomvonala

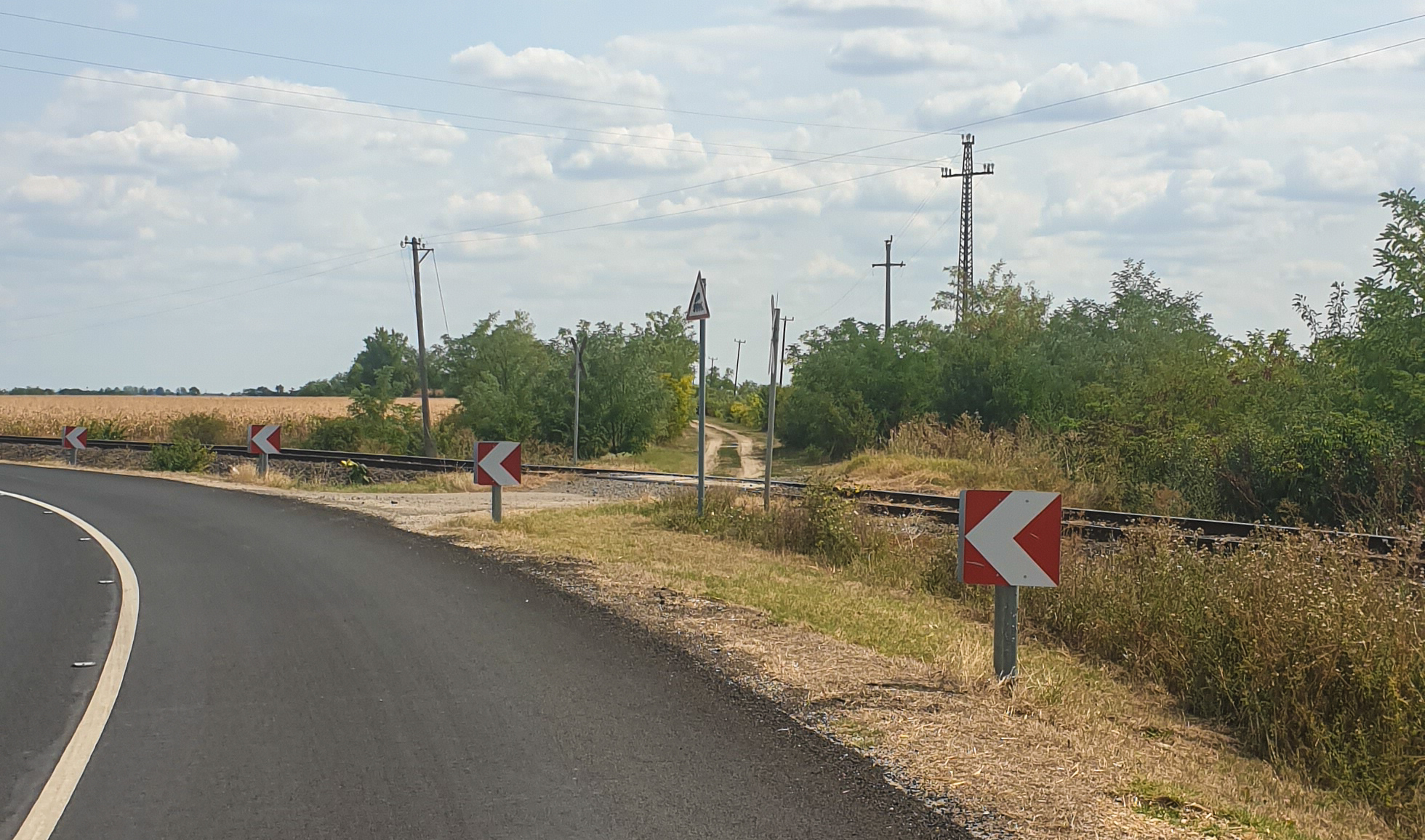
A 4446-os út becsatlakozása a 4642-es útba Újváros térségében

Eperjes és Árpádhalom határvonalán ágazik ki a 4642-es útból, kevéssel annak 47. kilométere előtt, és nem messze az előbbi két település és Fábiánsebestyén hármashatárától. Dél-délkelet felé indul, és néhány lépés után keresztezi a MÁV 147-es számú Kiskunfélegyháza–Orosháza-vasútvonalát, nyílt vágányi szakaszon (mintegy 800 méterre nyugatra Újváros megállóhelytől). Talán már a vágányok keresztezésekor is, de legkésőbb azokon túljutva Árpádhalom területén húzódik.
A 750. méterszelvényénél délnek fordul (ugyanitt ágazik ki belőle egy alsóbbrendű út észak felé, az előbbi vasúti megállóhely irányába), de alig fél kilométer után újra a korábbi irányához tér vissza. A település belterületeit nem érinti, azoktól végig nagyjából 2,5-3 kilométerre északra húzódik, és a 4,150-es kilométerszelvénye táján átlépi Gádoros határát. Ott is csak külterületek között halad, az 5. kilométerét elhagyva pedig eléri Orosháza határszélét, onnantól kezdve Gádoros és Orosháza határvonalán folytatódik. Röviddel ezután véget is ér, beletorkollva a 4407-es útba, annak 3,600-as kilométerszelvénye közelében.
Teljes hossza, az országos közutak térképes nyilvántartását szolgáló kira.gov.hu adatbázisa szerint 5,647 kilométer.

## Települések az út mentén
- (Eperjes)
- (Árpádhalom)
- (Gádoros)
- (Orosháza)

## Története
Eredetileg, a (Szeben)-Arad-Orosháza irányából Szentesen át Pestre és onnét nyugat-Európába tartó Göbölyhajtó út része volt. A 18. században a Budáról Aradon át Szebenbe tartó postautat is erre vezették el.
Az Orosháza felőli hosszú egyenes szakasz meghosszabbításában egy szilárd burkolatú (makadám) bekötőút vezetett az egykori Károlyi-uradalom északi központjához (Nagy Újváros Major), ami 1910-ben a Szász-család tulajdonába került. A Szentes felől érkező út első jobbkanyarjában a 19. század végéig az "Ujvárosi Csárda" üzemelt, ahol a helyi hagyomány szerint Rózsa Sándor is nemegyszer megfordult. Az ettől mintegy fél kilométerre délre fekvő kereszteződés délkeleti oldalán áll az egykori Újvárosi Népiskola épülete. A vasút megépülése után a Bánfalvára (Gádoros) vezető utat (ma 4462-es közút) is kiszélesítették, majd a harmincas években szilárd burkolattal látták el, így ez az útszakasz elvesztette a jelentőségét.